# Гранос, Эйрик
Эйрик Юлиус Гранос (норв. Eirik Julius Granaas; родился 24 марта 2010) — норвежский футболист, полузащитник клуба «Фредрикстад».

## Клубная карьера
Футбольную карьеру начал в футбольной академии клуба «Мьёндален». В январе 2025 года перешёл в клуб «Фредрикстад». В марте 2025 года подписал с клубом профессиональный контракт.
12 апреля 2025 года дебютировал в основном составе «Фредрикстада» в матче Кубка Норвегии против «Сарпсборга».
22 июня 2025 года дебютировал в Элитсерии, выйдя на замену Рокко Роберту Шейну в матче против «Викинга». В возрасте 15 лет и 90 дней стал самым молодым игроком в истории высшего дивизиона чемпионата Норвегии, побив рекорд Мартина Эдегора.

## Личная жизнь
Отец Ларс был профессиональным футболистом и играл за клуб «Мьёндален». Старший брат Сондре Гранос также является профессиональным футболистом.